# 亞伯拉罕·凱珀
亞伯拉罕·凱珀（荷蘭語：Abraham Kuyper，荷蘭語：[ˈaːbraːɦɑm ˈkœypər]；1837年10月29日—1920年11月8日；又译凱柏）是荷蘭政治人物， 1901年至1905年期間出任荷兰首相，他也是一位新加尔文主义神学家和记者。他还是阿姆斯特丹自由大学的創辦人。